# Kill 'Em All
Kill 'Em All es el álbum debut de la banda estadounidense de thrash metal Metallica, publicado el 25 de julio de 1983 por Megaforce Records. El grupo, fundado en 1981 por el baterista Lars Ulrich y el vocalista y guitarrista rítmico James Hetfield, comenzó sus actuaciones en algunos clubes de Los Ángeles y decidió grabar varias maquetas para llamar la atención de los propietarios de estos. Una de ellas, No Life 'til Leather (1982), llegó al director del sello Megaforce, Jon Zazula, quien proporcionó un presupuesto de 15 000 USD para la creación del álbum, cuya grabación se efectuó en mayo de 1983 de la mano del productor Paul Curcio en los Music America Studios de Rochester, Nueva York. Asimismo, durante la preparación del disco, tanto el guitarrista Dave Mustaine como el bajista Ron McGovney abandonaron Metallica por diversos desencuentros, por lo que Kirk Hammett y Cliff Burton les sustituyeron. Este último puso como condición para su entrada el traslado del conjunto al área de San Francisco, donde finalmente se llevaron a cabo los ensayos. Originalmente se pretendía que se titulara Metal Up Your Ass, con una portada que mostraba una mano agarrando una daga que emergía de una taza de inodoro, pero se pidió un cambio de nombre, pues los distribuidores pensaron que tales características —consideradas ofensivas— disminuirían sus posibilidades de éxito comercial.
Metallica lo promocionó en su gira de dos meses Kill 'Em All for One por Estados Unidos junto con Raven. Asimismo, se extrajeron dos sencillos, «Whiplash» y «Jump in the Fire», de los que únicamente el último logró posicionarse en las listas musicales, ya que consiguió el puesto 30 de la neozelandesa Top 40 Singles. No entró en el Billboard 200 hasta 1986, cuando alcanzó el número 155 tras la publicación del tercer álbum de estudio, Master of Puppets; la reedición realizada por Elektra Records en 1988 alcanzó la casilla 120. Parte de la crítica ha consensuado que se trata de una obra innovadora en el subgénero del thrash metal, a la vez que su enfoque musical y sus letras son marcadamente diferentes de la corriente principal del rock de principios de la década de 1980 e inspiraron a varias bandas que siguieron de manera similar. La RIAA lo certificó con tres discos de platino en 1999 por vender tres millones de copias en los Estados Unidos, al tiempo que la CAPIF (60 000 unidades), de Argentina, la CRIA (100 000), de Canadá, la ARIA (70 000), de Australia, y la ZPAV (20 000), de Polonia, también le concedieron uno. En Reino Unido, con 100 000 copias confirmadas por la BPI, y en Alemania, con 250 000 según la BVMI, logró el de oro.

## Antecedentes

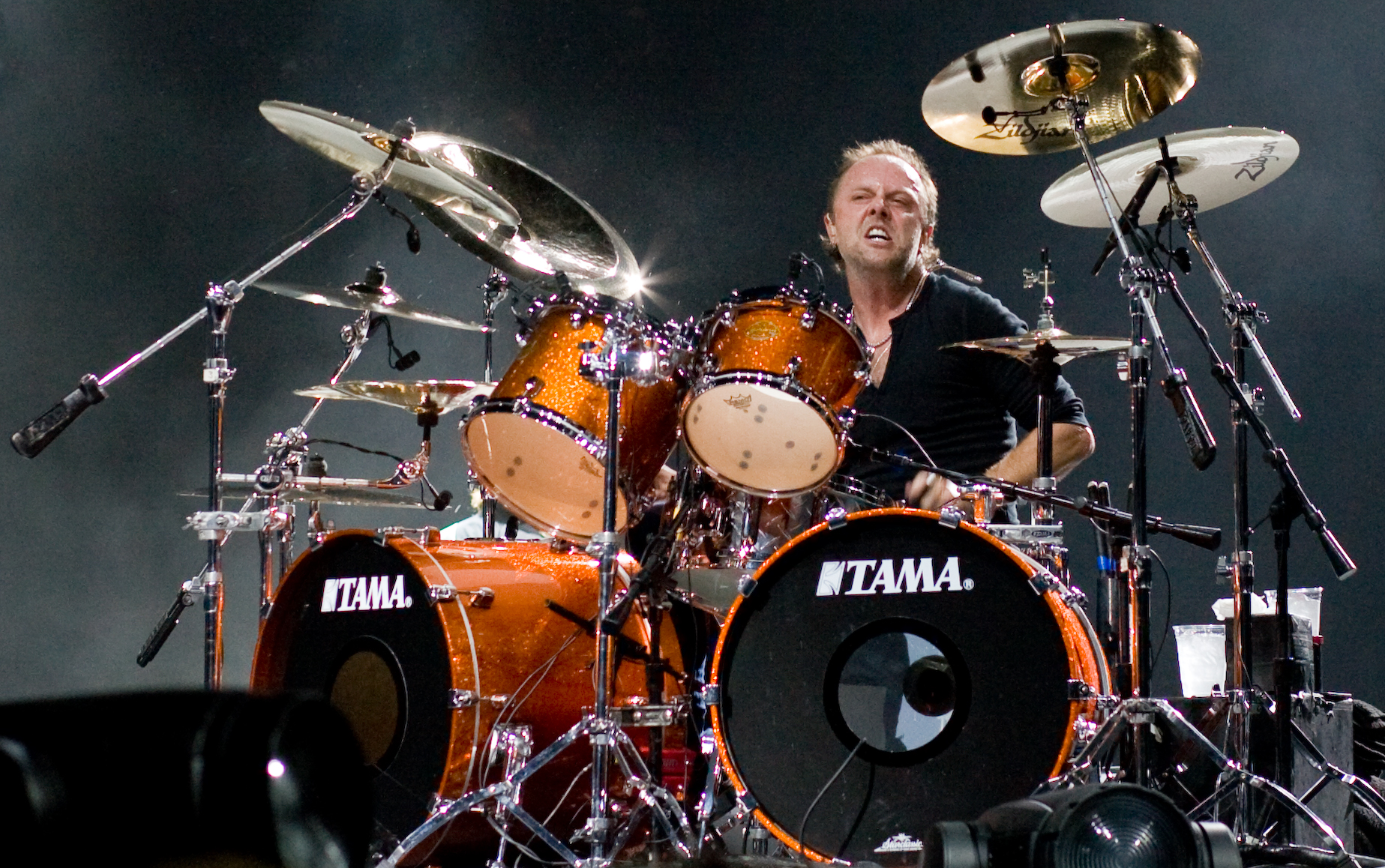
Lars Ulrich (en 2008), uno de los fundadores de Metallica.

El baterista Lars Ulrich y el vocalista y guitarrista rítmico James Hetfield fundaron Metallica en 1981, en Los Ángeles. Antes de decidirse por una formación definitiva, Brian Slagel de Metal Blade Records les pidió que grabaran una canción para la primera edición de su compilación Metal Massacre (1982). Eligieron «Hit the Lights» de la banda anterior de Hetfield —Leather Charm— y su amigo de la infancia Ron McGovney ocupó el bajo y Lloyd Grant la guitarra. La primera formación contó con Hetfield, Ulrich, McGovney y el guitarrista Dave Mustaine, procedente de Panic, quien ingresó gracias a un anuncio de periódico. Practicaron en el garaje de McGovney y buscaron conciertos en clubes locales; el primer espectáculo se produjo el 14 de marzo de 1982 en el Radio City de Anaheim. El repertorio de canciones de nueve pistas constaba de dos originales —«Hit the Lights» y una versión inacabada de «Jump in the Fire»— e interpretaciones de bandas de la nueva ola del heavy metal británico como Diamond Head, Blitzkrieg, Savage y Sweet Savage. No salió tan bien como estaba planeado, pues Mustaine tuvo problemas con el pedal de distorsión de la guitarra y rompió una cuerda durante una canción. El segundo recital se llevó a cabo el 27 de marzo de 1982 en el Whisky a Go Go de Hollywood, como teloneros de Saxon. Aunque originalmente estaba programado que Mötley Crüe abriera el espectáculo, estos cancelaron debido a su creciente popularidad, por lo que Metallica grabó una maqueta de tres canciones para persuadir a la gerencia de ocupar el lugar. En el tercer concierto, el 23 de abril de 1982, se estrenó «The Mechanix», escrita por Mustaine cuando estaba en Panic.
Con la intención de llamar la atención de los propietarios de locales, grabaron la demo Power Metal en abril de 1982, con «Motorbreath» incluida. Por su parte, Hetfield se encargó de diseñar el logotipo de Metallica, que muestra el nombre con la primera y última letra dibujadas más grandes con serifas afiladas y en cursiva. La demostración No Life 'til Leather se grabó en julio de 1982 y generó un gran revuelo en los círculos clandestinos del comercio de cintas; presentó una versión regrabada de «Hit the Lights», incluida en la segunda edición de Metal Massacre, junto con nuevas canciones como «Phantom Lord», «Seek and Destroy» y «Metal Militia». Kenny Kane, propietario del sello punk High Velocity, financió la grabación y masterización, a la par que Ulrich y su amigo Pat Scott se encargaron de la distribución. Debido a las tensiones con Mustaine, McGovney salió en diciembre. Para ocupar su puesto buscaron a Cliff Burton, después de que Ulrich quedara impresionado por su actuación con el grupo Trauma en el club nocturno Troubadour (West Hollywood). Se unió con la condición de que se mudaran al área de San Francisco, lo que aceptaron y por ello se trasladaron a El Cerrito en febrero de 1983. Tras ello, se quedaron y ensayaron en la casa del mánager de Exodus —Mark Whitaker—, a la que llamaron «Metallica Mansion». Tenían la intención de grabar su debut en Los Ángeles con el sello independiente de Slagel y un presupuesto de 8000 dólares, pero puesto que la empresa no podía pagar el disco, Ulrich se puso en contacto con Jon Zazula, propietario de una tienda de discos de Nueva Jersey y promotor de bandas de heavy metal, quien ya había escuchado No Life 'til Leather. Alquilaron una camioneta y condujeron hasta Nueva Jersey a finales de marzo, y al llegar, permitieron a Zazula vender copias de la maqueta para ayudar a fundar Megaforce Records, ya que ningún sello estaba dispuesto a financiar la grabación del álbum.

## Producción

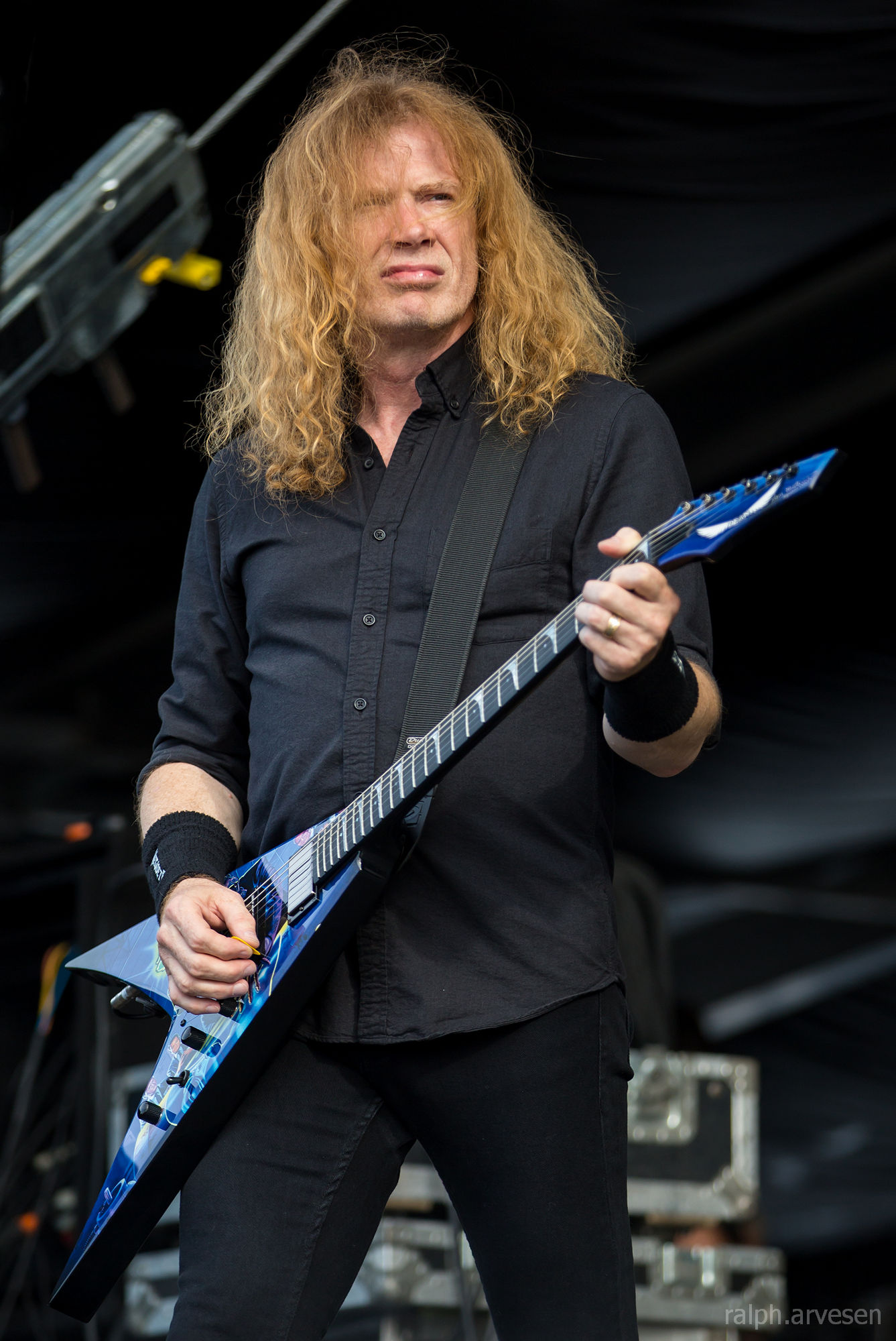
Dave Mustaine coescribió varias de las canciones, pero su comportamiento le llevó a su expulsión antes de grabar el álbum.

Hetfield y Ulrich despidieron a Mustaine en la mañana del 11 de abril de 1983 tras un concierto en Nueva York, debido a sus problemas con las drogas y el alcohol y un comportamiento agresivo que solía desencadenar enfrentamientos. Por recomendación de Whitaker, reclutaron a Kirk Hammett, anterior miembro de Exodus y alumno de Joe Satriani; este aprendió las canciones en su vuelo a Nueva York y apenas un mes después comenzaron las grabaciones. Conocieron al productor Paul Curcio en los estudios Music America de Rochester y grabaron el álbum en un plazo de dos semanas. Sin poder pagar un hotel durante las sesiones, se quedaron en las casas de sus amigos en Rochester y en los estudios Music Factory en Jamaica (Queens), donde Anthrax realizaba sus ensayos. Curcio había configurado el equipo de estudio como si estuviera grabando una «banda de rock corriente», pues pensaba que las cintas iniciales sonaban muy distorsionadas y por ello trató de compensarlo bajando las perillas. A Metallica le molestaba la participación de Curcio, porque parecía desinteresado y tenía poco impacto en el sonido.
En Metallica: The Complete Illustrated History (2013), Zazula argumentó: «Curcio había producido los álbumes anteriores de Carlos Santana, y estaba mezclando a Hammett como si fuera este [...] después de haber finalizado la grabación, Hetfield estaba casi deprimido, así que comentó: “Jonny, esto no es lo suficientemente pesado”. Entramos y le pedimos que rehiciera todos los ritmos, con el sonido poderoso y metálico por el que se hicieron famosos». Aunque Zazula quería que Hammett replicara los solos de Mustaine, este tomó los cuatro primeros compases de la mayoría de sus solos y los cambió. Sobre ello, el guitarrista relató en una entrevista: «Él [Zazula] declaró: “Sabes que tienes que tocar los solos de Dave”. “Dije que realmente no quería”. Luego mencionó: “Sé que son suyos pero puedes llevarlos a otro nivel” [...] eso es exactamente lo que hice». A pesar de sus diferencias, reconocieron las contribuciones de Mustaine y le dieron cuatro créditos de coescritura. Zazula no quedó satisfecho con la mezcla inicial porque pensó que la batería sonaba demasiado fuerte y las guitarras muy bajas, así que el ingeniero de sonido Chris Bubacz la remezcló. El costo final se estimó en 15 000 dólares, lo que casi provoca la quiebra de Zazula, que más tarde dijo: «Esto es dinero de la hipoteca que estoy gastando, no algo que tengo que invertir».
Tenían la intención de titular el álbum con el nombre Metal Up Your Ass, con una portada que mostraba una mano agarrando una daga que emergía de un inodoro. Sin embargo, Zazula los convenció para que lo cambiaran, ya que pensó que los distribuidores no lo almacenarían porque era demasiado explícito como para mostrarlo, de manera que la portada final presenta la sombra de una mano soltando un martillo ensangrentado. A Burton se le atribuyó el mérito de haber inventado el nombre Kill 'Em All, en referencia a los tímidos distribuidores de discos, diciendo como respuesta a la situación: «Esos cabrones de las discográficas [...] ¡Mátenlos a todos!». Ulrich pensó que era un buen nombre y Zazula estuvo de acuerdo, a la par que Burton sugirió a Gary L. Heard —responsable de la fotografía— que incluyera un martillo ensangrentado en la carátula. Según Hammett: «Cliff llevaba un martillo con él a todas partes. Siempre tenía uno en su equipaje, y lo sacaba de vez en cuando y comenzaba a destruir cosas». Aunque el título original no se usaba, la banda más tarde lanzó una camiseta de «Metal Up Your Ass» con la obra de arte propuesta, mientras que un bootleg en vivo de una actuación de 1982 en el Old Waldorf, titulado Metal Up Your Ass (Live), presentó la portada original. Las versiones originales cuentan con una cubierta interior que incluye imágenes y letras, así como una etiqueta plateada en vinilo, al tiempo que las impresiones posteriores constan de una funda blanca y una etiqueta de álbum estándar, y la reedición de 1988 reintrodujo la letra y las fotos. El lanzamiento original se puede distinguir por las palabras «Bang That Head That Doesn't Bang» en la parte superior de la contraportada; esto se eliminó en la reedición. La frase se eligió en honor a Ray Burch, un fanático de San Francisco conocido por su headbanging en los primeros espectáculos.

## Música y letras
Kill 'Em All presenta varios riff intrincados a alta velocidad que recuerdan a las bandas de la nueva ola del heavy metal británico. Según el historiador de la música Bob Gulla, el álbum es una pieza crucial en la génesis del thrash metal, pues introdujo la percusión rápida, los acordes de registro bajo y las pistas shred al género. Hammett tocó algunos patrones pentatónicos además de sus solos vertiginosos, en palabras de Martin Popoff, a la par que Ulrich adoptó un doble tiempo que se convertiría en un pilar de los álbumes posteriores, de acuerdo con Joel McIver. Este último también comentó que la voz de Hetfield evolucionó del «gemido melódico» de No Life 'til Leather a un «ladrido rugoso» y todos tocan más rápido y con mayor precisión. Al mismo tiempo, describió las actuaciones de Burton y Hetfield como casi virtuosas, con respectivos hincapiés en el sonido suave del bajo y las precisas habilidades de selección. El periodista Chuck Eddy comentó que el enfoque lírico juvenil de temas como la guerra, la violencia y la vida en la carretera le da al álbum un «encanto ingenuo». Este contrasta con las bandas de glam metal que dominaban las listas de éxitos a principios de la década de 1980, y debido a su naturaleza rebelde y apariencia callejera, atrajeron a los fanáticos que no estaban en la corriente principal del hard rock.
«Hit the Lights» se basó en una canción inacabada de Leather Charm escrita por Hugh Tanner y Hetfield, quien le llevó la mayor parte a Ulrich para elaborar arreglos diferentes. Ejecutada en un tempo de 160 pulsaciones por minuto, comienza con guitarras distorsionadas y un breve chillido de Hetfield; está impulsada por el riff principal repetido en semicorchea y los golpes continuos de tambor en corchea. La letra celebra el heavy metal en sí y se canta con voces agudas, mientras que termina con varios solos largos de guitarra de Hammett, que interpretó versiones más limpias y melódicas que Mustaine. «The Four Horsemen» es una renovación de «The Mechanix», escrita por Mustaine, que originalmente tenía una letra sobre tener sexo en una gasolinera. En el primer álbum de Megadeth, Killing Is My Business... And Business Is Good! (1985), se incluyó una versión modificada de su composición con la letra original. Aunque Mustaine dijo que no usaran nada de su música, Hetfield redactó sobre los Jinetes del Apocalipsis, agregó un puente —inspirado en el riff principal de «Sweet Home Alabama»— y un solo de guitarra limpio en el medio.

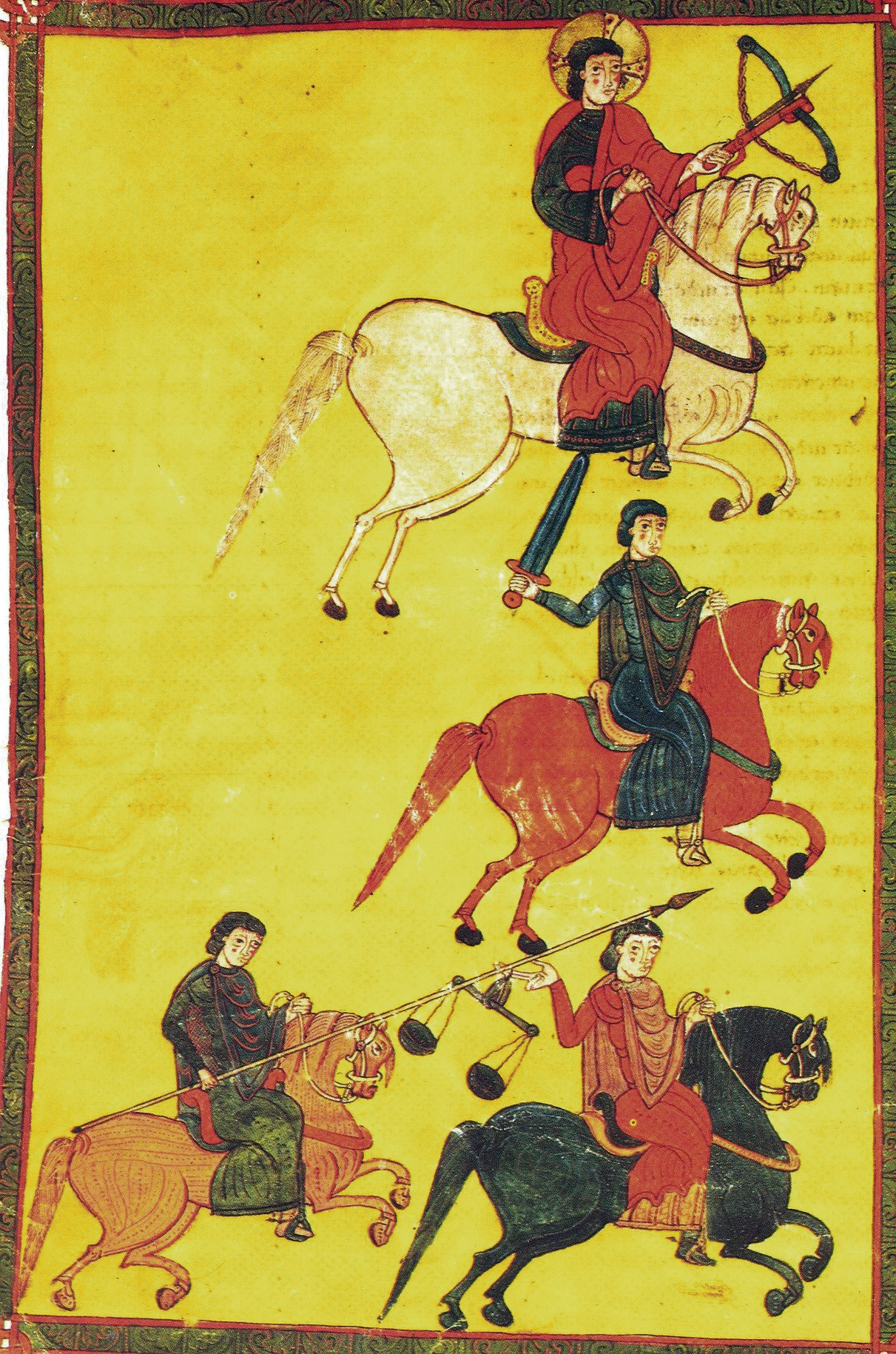
Los Cuatro Jinetes (1086), presente en la catedral de El Burgo de Osma. Hetfield tomó la referencia bíblica de los Jinetes del Apocalipsis para la canción «The Four Horsemen».

Hetfield escribió «Motorbreath» durante su estancia en Leather Charm, que cuenta sobre la vida en la carretera y está basada en un verso de cuatro acordes. Las partes más reconocibles, según McIver, son los redobles de batería de Ulrich en cada coro y el riff que acompaña a los solos de Hammett, así como su velocidad. Por su parte, Mustaine había escrito en un principio «Jump in the Fire» con una letra sobre la experiencia sexual adolescente, pero Hetfield la cambió y la redactó desde el punto de vista de Satanás, describiendo cómo el diablo observa cómo las personas se matan entre sí y está seguro de que irán al infierno por sus acciones.
«(Anesthesia) Pulling Teeth» es un solo de bajo de Burton, acompañado por Ulrich en la batería. Elemento básico de las actuaciones en vivo del bajista desde sus días de escuela secundaria con Agents of Misfortune, la pista instrumental presenta su distintivo estilo de interpretación «plomo-bajo», incorporando una fuerte distorsión, así como el uso del pedal wah-wah y el tapping. Bubacz la introduce con la frase «Bass solo, take one» —«Solo de bajo, toma uno», en español—, informando a los oyentes de que se grabó a la primera. Esta es la pieza que Burton estaba tocando cuando Hetfield y Ulrich le vieron por primera vez en concierto. Hetfield declaró: «Escuchamos este salvaje solo y pensamos: “No veo a ningún guitarrista allí”. Ambos estábamos contando las cuerdas y finalmente me volví hacia Lars y le dije: “¡Amigo, eso es un bajo!” Cliff estaba en el escenario tocando para Trauma con un pedal wah-wah y su enorme mata de pelo rojo. No le importaba si había gente allí. Estaba mirando su bajo, tocando». Por otro lado, «Whiplash» cuenta con una línea rítmica rápida en semicorchea tocada a un tempo de 200 pulsaciones por minuto. Hetfield y Burton actuaron con la técnica del palm mute y un control metronómico preciso, a la par que la letra celebra la energía de la multitud y el headbanging. El periodista Mick Wall escribió que significó el nacimiento del thrash metal, afirmando: «Si uno desea identificar el momento en que el thrash metal llegó escupiendo y gruñendo al mundo, “Whiplash” es indiscutible».
«Phantom Lord», que comienza con un bajo sintetizado y contiene una sección intermedia con acordes de guitarra limpios y arpegiados, es una referencia lírica a la maldad. Escrita por Mustaine, su riff central está al estilo de la nueva ola del heavy metal británico. Por su parte, «No Remorse» es una pista de medio tempo que acelera repentinamente en el quinto minuto y trata sobre no sentir ningún remordimiento o sentimiento de arrepentimiento durante una batalla. «Seek and Destroy» está inspirada en «Dead Reckoning», de Diamond Head, y es la primera canción que grabaron durante las sesiones de Kill 'Em All. Hetfield hizo el riff principal en su camioneta afuera de una fábrica de calcomanías de Los Ángeles en la que estaba trabajando. «Metal Militia», una de las pistas más rápidas, trata sobre la forma de vida y el inconformismo del heavy metal. Mustaine compuso el riff principal, que emula a un ejército en marcha; termina con pisadas y disparos de bala.

## Lanzamiento y recepción comercial
Kill 'Em All salió a la venta el 25 de julio de 1983 por Megaforce Records con un lanzamiento inicial de 15 000 copias, con impresiones en lotes de 500 debido a las restricciones financieras del sello; a finales de año se habían vendido cerca de 17 000 unidades en Estados Unidos. De manera similar a los actos de punk rock, promocionaron su material a través de la red de comercio de cintas y revistas musicales independientes como Metal Forces en Reino Unido o Metal Mania en Estados Unidos. A pesar de ser uno de sus álbumes de estudio menos vendidos, les ayudó a establecer su imagen y construir una base de admiradores en sus años inaugurales. En marzo de 1999, recibió tres discos de platino por parte de la RIAA tras vender tres millones de copias en los Estados Unidos, y en Europa, la BVMI, de Alemania, y la BPI, de Reino Unido, le otorgaron uno de oro en representación a 250 000 y 100 000 unidades vendidas, respectivamente. A su vez, la CAPIF argentina, la aquel entonces CRIA canadiense, la ARIA australiana y la ZPAV polaca lo certificaron de disco de platino por superar las 60 000, 100 000, 70 000 y 20 000 copias comercializadas, respectivamente. La reedición de 1993 obtuvo un disco de oro por parte de la BPI en 2013.
En cuanto a su posicionamiento en las listas de ventas, no entró en Billboard 200 hasta 1986, cuando alcanzó el puesto 155 tras el éxito comercial del tercer álbum de estudio, Master of Puppets. La reedición realizada por Elektra Records en 1988 también se ubicó en el Billboard 200, alcanzando su punto máximo en el número 120. Con el paso de los años, entró en otros conteos como los de Alemania (GfK Entertainment), Australia (ARIA Albums Chart), España (Top 100 Álbumes), Finlandia (Suomen virallinen lista), Polonia (Polish Albums) y Suecia (Albums Top 60) entró en las primeras sesenta posiciones. En Bélgica (Ultratop 200 Albums), Francia (French Albums Chart), Japón (Oricon Albums Chart) y Suiza (Top Albums 100) alcanzó ubicaciones inferiores. Con relación a los sencillos, solo «Jump in the Fire» logró ingresar en la neozelandesa Top 40 Singles en la casilla 30. Por otro lado, en abril de 2016 se lanzó una versión de lujo del álbum remasterizado y reeditado en una caja de edición limitada con una lista de canciones ampliada y contenido adicional. El conjunto incluye el original en formato vinilo y CD, un disco ilustrado con las canciones únicas de «Jump in the Fire», cuatro discos con entrevistas, mezclas preliminares y grabaciones en vivo grabadas de 1983 a 1984, además de un DVD con un concierto de la banda en Chicago.

## Comentarios de la crítica
Kill 'Em All recibió reseñas favorables por parte de la prensa especializada. Bernard Doe de Metal Forces lo describió como uno de los álbumes más rápidos y pesados jamás grabados, y comentó que no es apto para los pusilánimes. Por su parte, Greg Kot del Chicago Tribune lo reconoció como el «prototipo del speed metal», pero sintió que la réplica lírica de Judas Priest y Misfits impidió que se convirtiera en un «clásico». En una retrospectiva, Mick Stingley de Billboard lo elogió por su combinación única de punk y metal, y sobre «High the Lights» dijo que su «letra ayudó a definir de qué se trataba Metallica: metal, roquear y dárselo todo a la audiencia durante un espectáculo». Desde Allmusic, Steve Huey lo calificó como «el verdadero nacimiento del thrash», además de ensalzar el estilo de guitarra rítmica altamente técnico de Hetfield y mencionar que el grupo estaba «tocando con una furia muy controlada incluso en los tempos más ridículamente rápidos». Rob Kemp, en The Rolling Stone Album Guide, le atribuyó la consolidación de las escenas de punk rock y heavy metal, pero sintió que, aparte de «Seek and Destroy» y «(Anesthesia) Pulling Teeth», en su mayor parte tiene a la banda «tratando de parecer dura» con canciones basadas en riffs demasiado entusiastas, pero inacabados.
El periodista Martin Popoff declaró que se diferencia de los debuts de los contemporáneos de Metallica en el Área de la Bahía de San Francisco porque los fanáticos podían identificarse con las letras de Hetfield y la apariencia del conjunto. Chuck Eddy, de Spin, consideró Kill 'Em All como el comienzo de la «manía del metal extremo» de principios de la década de 1980. Señaló que, si bien no recibió muchos elogios de la crítica en el momento de su lanzamiento, envejeció bien y abrió las puertas a las bandas con menos éxito comercial, además de que sus «ridículas letras» tienen un «encanto ingenuo». A pesar de su producción «menos que perfecta», Jon Wiederhorn de Loudwire dijo que en su conjunto suena como una «porción influyente de la historia» y está al mismo nivel que los álbumes clásicos de Black Sabbath, Iron Maiden y Judas Priest. El sitio web Monterrey Rock destacó «la calidad técnica de Burton, la contundencia y rapidez de Lars, así como la áspera voz de James y su buen trabajo en la guitarra». Asimismo, declaró: «Es un disco vertiginoso y lleno de poderío, poseedor de riffs afilados, muy buenos solos de guitarra y una contundente base rítmica». Al tiempo, calificó a «Seek and Destroy» como un clásico y a «Whiplash», «The Four Horseman», «Metal Militia», «Jump in the fire» y «Motorbreath» como «verdaderas joyitas del metal».
En su revisión para el sitio web Pitchfork, Saby Reyes-Kulkarni argumentó que los riffs de pistas tales como «Whiplash» o «Metal Militia» sirvieron para «cristalizar el sentido de propósito de Metallica y por eso se hizo fácilmente conocida». A su vez, indicó que sus letras «actualizaron la vibra pirata itinerante de Motörhead para una generación más joven de niños estadounidenses impetuosos» y que «levantó un dedo corazón en el aire mientras sonaba una trompeta de unidad para los metaleros en todas partes con su “nosotros contra la mentalidad del mundo”». Desde AlohaCriticón.com, Antonio Méndez lo describió como «un clásico del thrash metal y speed metal» y escogió «The Four Horsemen» como uno de los «mejores temas». Por su parte, Benoit Lelievre, redactor del portal Dead End Follies, opinó que está compuesto de «himnos directos y enojados que hacen afirmaciones muy simples», como en el caso de «Hit the Lights» —«vamos a tocar algo de metal»—, «Jump in the Fire» —«empecemos a adorar a Satanás»— y «Seek and Destroy» —«vamos a empezar algo de mierda»—. También mencionó que las pistas «tienen un espíritu de punk rock, lo cual no es raro en el thrash metal». Elogió la labor de Hammett con la guitarra, de la que dijo que «es la verdadera voz de Kill 'Em All», y recalcó su valor en «(Anesthesia) Pulling Teeth», donde es «como el zumbido de una voz electrónica». En su reseña, Subjective Sounds concluyó que «es rítmicamente perfecto y debería estar en la colección de todos los metaleros».

### Impacto y legado

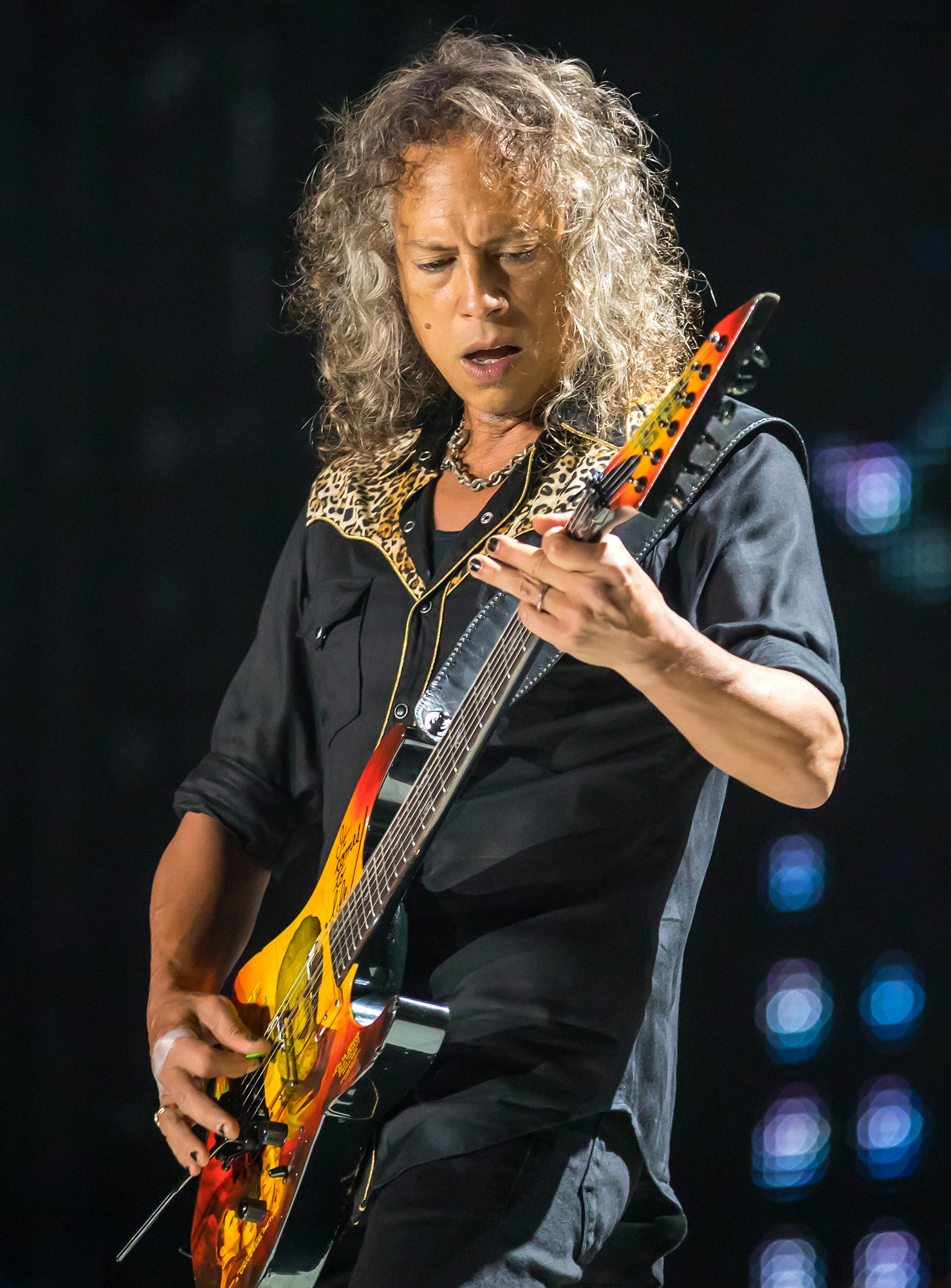
Kirk Hammett en 2017.

Como el primer álbum de thrash metal lanzado en los Estados Unidos, tuvo un impacto sustancial en la escena emergente e inspiró a numerosas bandas con su agresividad y seriedad austera, en palabras de Keith Kahn-Harris. El guitarrista Kerry King reconoció que Slayer todavía estaba encontrando su sonido cuando Metallica ya había determinado su imagen e identidad musical. Por su parte, Scott Ian, miembro de Anthrax, quedó impresionado por su pesadez y composición, y dijo que lo influyó tanto como los álbumes de Iron Maiden. El baterista de Dream Theater, Mike Portnoy, observó que Kill 'Em All superó a las bandas de la nueva ola del heavy metal británico en términos de pura velocidad y citó el solo de bajo de Burton como el pico del álbum. El guitarrista Ulf Cederlund, del conjunto sueco de black metal Morbid, citó «Motorbreath» y «Metal Militia» como canciones que lo influenciaron como joven músico. La revista Rolling Stone situó Kill 'Em All en el puesto 35 en la lista de los 100 mejores álbumes de los años 1980. Además, se ubicó en el número 54 de la lista de los 100 mejores álbumes debut de todos los tiempos y nuevamente en el número 35 en los 100 de metal de la historia, según Rolling Stone. Kerrang! lo incluyó en el número 29 entre los 100 mejores álbumes de heavy metal en 1989, y en 2010 Consequence of Sound lo ubicó en el puesto 94 entre sus 100 mejores álbumes, a la par que Classic Rock lo clasificó el primero entre los 150 mejores discos debut de todos los tiempos.
Monterrey Rock declaró que «es un disco revolucionario, con el cual Metallica dio una muestra de poderío que le abriría la puerta en la complicada escena del rock de principios de los años 1980». También señaló que la época estuvo repleta de cambios en lo que al género se refiere por causa del apogeo del punk, el new wave y el glam, y la banda «decidió seguir una ruta distinta». Antonio Mautor, desde Mautorland, comentó que posicionó al grupo como el pionero en el trash metal y que sin él no tendría cabida el movimiento Bay Area thrash metal. Su mezcla «entre punk, heavy metal y rock» aseguró que «terminó dando salida a un nuevo género musical». También hizo hincapié en que «marca el nacimiento de otro monstruo de la escena», en referencia a la salida de Mustaine y la consecuente creación de Megadeth. Por su parte, Javier Hualde de Rock FM opinó que es «un disco que sembraría el germen de una corriente musical que cambiaría la historia del rock para siempre». Aunque McIver acreditó al álbum de Venom Welcome to Hell (1981) como el primero del género thrash metal, reconoció Kill 'Em All como una gran influencia en la floreciente escena del heavy metal estadounidense.
Doe señaló: «Cuando llegue el momento de comenzar a compilar los mejores álbumes de 1983, Kill 'Em All les dará una paliza a todos los demás. Sin duda, es una de las piezas de vinilo más increíbles, rápidas y pesadas que he escuchado. Insto a todos los seguidores del heavy metal a que obtengan una copia, y si cuando lo escuchan no les gusta, entonces ya no pueden llamarse fanáticos. Simplemente no sabrían entender de qué se trata el heavy metal». De igual manera, Stingley declaró: «Hetfield, Ulrich, Burton y Hammett podrían haber parecido un grupo de niños insípidos y de pelo lacio, pero cambiarían la cara de la música para siempre con Kill 'Em All». Eddy consideró: «No rompió la puerta e inmediatamente cambió el juego, y no necesariamente sorprendió a muchos más allá de los fanáticos del comercio de maquetas que ya adoraban a la banda. De todos modos, ha acumulado prestigio con el tiempo como uno de esos discos sin los que la música nunca sería la misma». Lelievre comentó que el material «tiene un lugar especial en el legado de Metallica, pero si no hubieran evolucionado gradualmente, se habrían convertido en Slayer o Testament. No estaría mal, pero no hubieran logrado ser el gigante que han sido durante dos décadas», así como que «sentó las bases para una identidad que sería más rica y matizada en cada álbum hasta ...And Justice for All.
Sobre la relevancia del disco, Javier García de El Sol de México declaró que «su transcendencia radica en el poder que tuvo para atraer un nuevo público para el heavy metal y colocar a Metallica en el contexto mundial, como los iniciadores de una nueva corriente de gran influencia para otras bandas y el agasajo para millones de sus seguidores». Tras su publicación, Mustaine lo escuchó junto con sus compañeros de Megadeth, sobre lo que el bajista David Ellefson dijo: «Recuerdo una de las primeras cosas que mencionó: “Joder, han falsificado mis solos”. No son del todo iguales, pero hasta cierto punto». Asimismo, en 2013 con motivo del treinta aniversario del material, la revista Metal Hammer editó un disco tributo con las diez canciones tocadas cada una por un grupo. Participaron Black Tide —para «Hit the Lights»—, Burden Of Grief —«The Four Horsemen»—, Rage —«Motorbreath», Dust Bolt —«Jump in the Fire»—, Eisregen y The Vision Bleak —«(Anesthesia) Pulling Teeth»—, Motörhead —«Whiplash»—, Anthrax —«Phantom Lord»—, Cannibal Corpse —«No Remorse»—, Primal Fear —«Seek and Destroy»— y Dew-Scented —«Metal Militia»—.

## Promoción

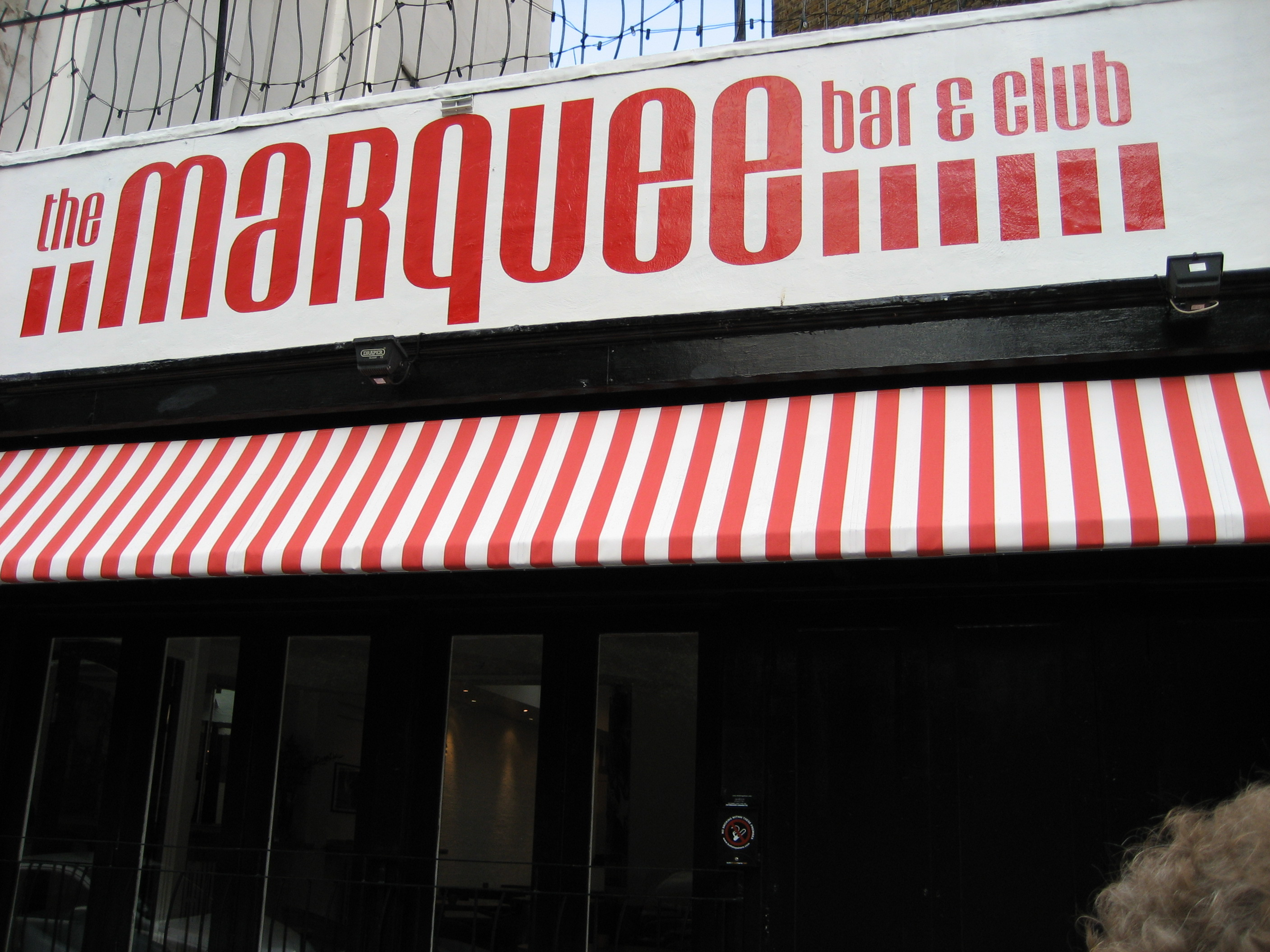
Imagen del Club Marquee de Londres en 2007, donde Metallica hizo dos actuaciones en 1984 en las que se agotaron las entradas.

A finales de julio de 1983, se embarcaron en la gira de dos meses Kill 'Em All for One junto con Raven, por lo que el nombre fusionó los títulos de los álbumes que ambos grupos estaban promocionando: Kill 'Em All y All for One. Se reunieron en la casa de Zazula dos días antes de que comenzara y viajaron en el mismo vehículo durante todo el recorrido, acompañados por cinco roadies y el ingeniero de sonido Whitaker. Estaba programada para concluir con tres espectáculos en San Francisco, por lo que Hetfield pintó «No Life 'til Frisco» en el autobús. Algunos conciertos tuvieron poca asistencia, como por ejemplo uno en el club Cheers en Babylon (Nueva York), al que asistieron unas cincuenta personas. Después de la conclusión de Kill 'Em All for One a principios de septiembre, regresaron a El Cerrito para trabajar en nuevo material, y tras siete semanas, reservaron una serie de actuaciones en los clubes del Área de la Bahía; la primera de ellas, una con motivo de Halloween en el Keystone de Palo Alto. En el Country Club de Reseda, estrenaron las canciones «Fight Fire with Fire» y «Creeping Death», junto con una versión temprana de «The Call of Ktulu», entonces titulada «When Hell Freezes Over». Tres días después, en un concierto en The Stone, en San Francisco, tocaron por primera vez «Ride the Lightning», la canción principal del próximo álbum. Entretanto, el 8 de agosto de 1983 se lanzó el sencillo «Whiplash», interpretado en concierto desde el 23 de octubre de 1982. En diciembre, realizaron una gira por el Medio Oeste y la Costa Este de los Estados Unidos con un equipo de tres personas: Whitaker, el técnico de guitarra John Marshall y el de batería Dave Marrs. El acto del 14 de enero de 1984, en Boston, tuvo que ser cancelado luego de que robaran el equipo la noche anterior.
En febrero, se embarcaron en su primer viaje europeo con Twisted Sister, apoyando la gira Seven Dates of Hell de Venom. Music for Nations, distribuidora en el Reino Unido, se encargó del patrocinio, así como del lanzamiento del EP «Jump in the Fire» el 20 de enero de 1984, con «Phantom Lord» y «Seek and Destroy» incluidas como pistas en vivo, que en realidad son grabaciones de estudio con un falso ruido de la multitud. A su vez, para la portada usaron una pintura al óleo titulada The Devils of D-Day, creada por el artista Les Edwards en 1978. El primer espectáculo se celebró en el Volkshaus de la ciudad suiza de Zúrich el 3 de febrero de 1984. En el Festival Aardschok, que tuvo lugar en Zwolle (Países Bajos) el 11 de febrero, tocaron frente a 7000 personas, su audiencia más grande en ese momento. La gira se extendió por países como Italia, Alemania, Francia y Bélgica, y culminó con dos espectáculos con entradas agotadas en el Club Marquee de Londres. Después de concluir Seven Dates Of Hell, se dirigieron a los Sweet Silence Studios, en Copenhague, para grabar su segundo álbum, Ride the Lightning. Al final de la gira, Kill 'Em All había vendido 60 000 copias en todo el mundo, lo que les ayudó a ganar reconocimiento internacional. El 8 de junio de 2013, en el festival Orion Music + More de Detroit, anunciada como la banda ficticia Dehaan, Metallica tocó el álbum en su totalidad por primera vez para conmemorar el 30.º aniversario del mismo.

## Lista de canciones
| N.º   | Título                                        | Escritor(es)               | Duración |  |
| 1.    | «Hit the Lights»                              | Hetfield, Ulrich           | 4:17     |  |
| 2.    | «The Four Horsemen»                           | Mustaine, Hetfield, Ulrich | 7:08     |  |
| 3.    | «Motorbreath»                                 | Hetfield                   | 3:03     |  |
| 4.    | «Jump in the Fire»                            | Mustaine, Hetfield, Ulrich | 4:41     |  |
| 5.    | «(Anesthesia) - Pulling Teeth» (Instrumental) | Burton                     | 4:14     |  |
| 6.    | «Whiplash»                                    | Hetfield, Ulrich           | 4:06     |  |
| 7.    | «Phantom Lord»                                | Mustaine, Hetfield, Ulrich | 4:52     |  |
| 8.    | «No Remorse»                                  | Hetfield, Ulrich           | 6:25     |  |
| 9.    | «Seek & Destroy»                              | Hetfield, Ulrich           | 6:50     |  |
| 10.   | «Metal Militia»                               | Mustaine, Hetfield, Ulrich | 6:06     |  |
| 51:08 |                                               |                            |          |  |

| Pistas adicionales del relanzamiento de 1988 |                                        |                                     |          |  |
| N.º                                          | Título                                 | Música                              | Duración |  |
| 11.                                          | «Am I Evil?» (versión de Diamond Head) | Harris, Brian Tatler                | 7:50     |  |
| 12.                                          | «Blitzkrieg» (versión de Blitzkrieg)   | Brian Smith, Ian Jones, Jim Sirotto | 3:37     |  |
| 62:47                                        |                                        |                                     |          |  |

## Créditos
| Músicos - James Hetfield: Voz y guitarra rítmica. - Dave Mustaine: Guitarra líder (no llegó a grabar el disco, solamente coescribió 4 canciones). - Kirk Hammett: Guitarra líder. - Cliff Burton: Bajo eléctrico. - Lars Ulrich: Batería. | Producción - Paul Curcio: Productor. - Jon Zazula: Productor ejecutivo. - Chris Bubacz: Ingeniero. - Andy Wroblewski: Asistente de ingeniero. - Bob Ludwig: Masterización (Elektra). - George Marino: Remasterización de 1995. - Gary L. Heard: Portada. |

Fuente: Allmusic.

## Posiciones en las listas
| País           | Lista                       | Mejor posición | Ref.    |
| -------------- | --------------------------- | -------------- | ------- |
| Alemania       | Listas de GfK Entertainment | 58             | [ 102 ] |
| Australia      | ARIA Albums Chart           | 55             | [ 103 ] |
| Bélgica        | Ultratop 200 Albums         | 171            | [ 54 ]  |
| España         | Top 100 Álbumes             | 47             | [ 54 ]  |
| Estados Unidos | Billboard 200               | 120            | [ 104 ] |
| Estados Unidos | Billboard Top Rock Albums   | 18             | [ 105 ] |
| Finlandia      | Suomen virallinen lista     | 12             | [ 54 ]  |
| Francia        | French Albums Chart         | 149            | [ 54 ]  |
| Japón          | Oricon Albums Chart         | 121            | [ 106 ] |
| Polonia        | Polish Albums               | 17             | [ 107 ] |
| Suecia         | Albums Top 60               | 28             | [ 54 ]  |
| Suiza          | Top Albums 100              | 65             | [ 54 ]  |

| Nueva Zelanda | Top 40 Singles | 30 | [ 55 ] |

## Certificaciones
| País           | Organismo certificador | Certificación | Ventas certificadas | Ref.    |
| -------------- | ---------------------- | ------------- | ------------------- | ------- |
| Alemania       | BVMI                   | Oro           | 250 000             | [ 48 ]  |
| Argentina      | CAPIF                  | Platino       | 60 000              | [ 50 ]  |
| Australia      | ARIA                   | Platino       | 70 000              | [ 108 ] |
| Canadá         | CRIA                   | Platino       | 100 000             | [ 51 ]  |
| Estados Unidos | RIAA                   | 3× Platino    | 3 000               | [ 109 ] |
| Polonia        | ZPAV                   | Platino       | 20 000              | [ 110 ] |
| Reino Unido    | BPI                    | Oro           | 100 000             | [ 49 ]  |